# 维拉尔雷屈拉
维拉尔雷屈拉（法語：Villard-Reculas）是法国伊泽尔省的一个市镇，位于该省东部偏南，属于格勒诺布尔区。该市镇总面积4.99平方公里，2009年时的人口为61人。

## 人口
维拉尔雷屈拉人口变化图示